# دونا موريسي
دونا موريسي (بالإنجليزية: Donna Morrissey)‏ (1956، نيوفندلاند ولابرادور في كندا)؛ كاتبة للأطفال وروائية كندية.

## روابط خارجية
- دونا موريسي على موقع IMDb (الإنجليزية)